# Haralampia
Haralampia, Charłampa – imię żeńskie pochodzenia greckiego (Χαραλαμπος). Powstało ze słów χαρα (chara) oznaczającego "szczęście" i λαμπω (lampo) – "błyszczeć, lśnieć" i oznacza "jaśniejącego szczęściem".
Haralampia imieniny obchodzi 10 lutego.
Męski odpowiednik: Haralampiusz